# 1985 en basket-ball
Chronologie du basket-ball
1984 en basket-ball - 1985 en basket-ball - 1986 en basket-ball
Les faits marquants de l'année 1985 en basket-ball.

## Récapitulatifs des principaux vainqueurs de compétitions 1984-1985

### Masculins
|  |

### Féminines
|  |

## Récompenses des joueurs enNBA

### Meilleur joueur de la saison régulière  (MVP)
| - Larry Bird, Celtics de Boston |

### Meilleur joueur de la finale NBA
| - Kareem Abdul-Jabbar, Lakers de Los Angeles |

### Concours de Dunk: (Slam Dunk Contest)
| - Dominique Wilkins, Hawks d'Atlanta |

## Anniversaire
- 3 février : Justin Doellman